# Cleveland (Texas)
Cleveland is een plaats (city) in de Amerikaanse staat Texas, en valt bestuurlijk gezien onder Liberty County.

## Demografie
Bij de volkstelling in 2000 werd het aantal inwoners vastgesteld op 7605. In 2006 is het aantal inwoners door het United States Census Bureau geschat op 8046, een stijging van 441 (5,8%).

## Geografie
Volgens het United States Census Bureau beslaat de plaats een oppervlakte van 12,5 km², geheel bestaande uit land. Cleveland ligt op ongeveer 48 m boven zeeniveau.

## Plaatsen in de nabije omgeving
De onderstaande figuur toont nabijgelegen plaatsen in een straal van 20 km rond Cleveland.